# Съветски революционен календар
Съветският революционен календар е опит за въвеждане в СССР на ново летоброене от 1 октомври 1929 г.
Въпреки официалното му въвеждане, този календар е частично отменен от 1 декември 1931 г. Окончателното връщане към традиционния григориански календар става на 26 юни 1940 г.
По времето на Съветския революционен календар паралелно в някои случаи е използван и григорианския календар. Причините за въвеждането му са сходни с тези за френския революционен календар.
Едновременно с въвеждането на ново, поредно в историята, революционно летоброене, се налага и нова революционна политико-историческа терминология, например Велика Октомврийска социалистическа революция (от 1927 г. по случай честванията на 10-годишнината), подобно на Велика френска революция и т.н.
Въвеждането на съветския революционен календар е в контекста на приетата по това време идеологическа теория (според някои и практика) за световната пролетарска революция.